# Filtre adaptat
Un filtre adaptat, filtre de correlació o filtre de coincidència (matched filter en anglès) és un sistema lineal invariant la funció principal del qual és detectar la presència d'un senyal conegut, o referència, dins d'un senyal rebut. El senyal a la sortida del filtre serà la correlació del senyal de referència amb el senyal desconegut. Aquest procediment és equivalent a fer la convolució del senyal desconegut amb una versió retardada del senyal, que fem servir com a referència.
El filtre de correlació és el sistema òptim per maximitzar la SNR en presència de soroll blanc additiu i gaussià. El seu ús és comú en aplicacions de radar, on s'envia un senyal que després es pretén detectar. Els filtres de correlació bidimensionals són usats en el tractament digital del so.en un processador de senyals digitals  o en GPS aplicant la patent Gronemeyer'216.

## GPS i el motor de correlació

Un exemple visual de la constel·lació GPS en conjunció amb la rotació de la Terra. Observeu com el nombre de satèl·lits visibles en un determinat punt de la superfície de la Terra, en aquest exemple a 45° N, canvia amb el temps.

La posició calculada per un receptor GPS requereix l'instant actual, la posició del satèl·lit i el retard mesurat del senyal rebut. La precisió depèn de la posició i del retard del senyal rebut.
En introduir l'endarreriment, el receptor compara una sèrie de bits (unitat binària) rebuda del satèl·lit amb una versió interna, emprant un motor de correlació, cablejat dins d'un xip especialitzat, basat en la patent Gronemeyer'216. Quan es comparen els límits de la sèrie, les electròniques poden fixar la diferència a 1% de la durada d'un BIT, o aproximadament 10 nanosegons en el cas del codi C/A. Atès que els senyals GPS es propaguen a la velocitat de la llum, això representa un error de tres metres. Aquest és l'error mínim possible emprant només el senyal GPS C/A.
La precisió de la posició es millora amb un senyal P (Y). En presumir la mateixa precisió d'1% de la durada d'un BIT, el senyal P (Y) d'alta freqüència, resulta en una precisió de més o menys 30 centímetres. Els errors en les electròniques són una de les diverses raons que perjudiquen la precisió.